# 분꽃나무
분꽃나무는 한국·일본 등에 분포하는 낙엽관목으로 높이는 2m에 이른다. 잎은 둥근 달걀 모양이고 뒷면에 털이 많다. 잎 가장자리에는 고르지 않은 톱니가 있다. 꽃은 4-5월 무렵 지난 해 나온 가지 끝이나 한 쌍의 잎이 달려 있는 짧은 가지에 취산꽃차례로 모여 달리는데, 옅은 황백색이나 옅은 자홍색을 띠는 통꽃이고 향기가 있다. 열매는 약간 긴 원형이고 9월에 붉은색에서 검은색으로 익는다. 분꽃나무는 꽃이 아름답고 향기로워 관상용으로 적합하다.